# Мова та стиль наукової роботи
Мова та стиль наукової роботи
Мова — це будь-яка знакова система, що виконує пізнавальну та комунікативну функції у процесі людської діяльності. Не викликає сумнівів необхідність використання мови на теоретичному рівні наукових досліджень для формулювання гіпотез, законів, теоретичних тверджень дослідження і логічних висновків.
Наукове спостереження, постановка та проведення експериментів також неможливі без мови, тому що з її допомогою фіксуються та описуються отримані результати. Методологія науки розглядає мову як засіб вираження, фіксації, переробки, передачі та зберігання наукових знань, наукової інформації.
Стилістичні вимоги, що висуваються до наукової роботи, складаються з двох компонентів — вимог сучасної української літературної мови та вимог так званого академічного етикету.
Академічний етикет щодо тексту наукової роботи — це визначені принципи письмового спілкування членів наукового співавторства між собою. Сукупність засобів, вибір яких зумовлюється змістом, метою та характером висловлювання утворює мовний стиль.
Існують такі стилі мови: розмовний, художній, діловий, публіцистичний, науковий. Розглянемо докладніше особливості наукового стилю. Сфера застосування наукового стилю — наукова діяльність, освіта. Основне призначення — повідомлення про результати досліджень, доведення теорій, обґрунтування гіпотез, класифікацій, роз'яснення сутності явищ, систематизація знань тощо. Функціями наукового стилю є обслуговування потреб науки, навчання й освіти; пізнавально-інформативна та функція доказовості.
Науковий стиль відрізняється використанням спеціальних термінів, суворістю та діловитістю викладення. Основною стильовою ознакою наукової мови є об'єктивність викладення, яка випливає зі специфіки наукового пізнання. Звідси й наявність у тексті наукових робіт вступних слів і словосполучень, які вказують на ступінь достовірності повідомлення. Завдяки таким словам той чи інший факт можна представити як достовірний («розуміється», «справді»), як передбачений («потрібно передбачити»), як можливий («можливо», «ймовірно»).
Текст поділяється послідовно на розділи, параграфи, пункти, підпункти. Переважають речення складної, але «правильної» побудови, часто ускладнені зворотами. Стиль наукової роботи — це стиль безособового монологу, позбавленого емоційного та суб'єктивного забарвлення. Автор у роботі не повинен давати оцінку власним досягненням. Норми наукової комунікації суворо регламентують характер викладення наукової інформації. У зв'язку з цим автору наукової роботи слід намагатися застосовувати мовні конструкції, що виключають вживання особового займенника першої особи однини «я». На сьогодні стало неписаним правилом, коли автор роботи виступає в множині та замість «я» вживає займенник «ми», що дозволяє висловити свою думку як думку певної групи людей, наукової школи або наукового напряму. І це цілком виправдано, оскільки сучасну науку характеризують такі тенденції, як інтеграція, колективна творчість, комплексний підхід до вирішення проблем. Для того щоб урізноманітнити текст, конструкції із займенником «ми» можуть замінюватися невизначено-особовими реченнями, наприклад, «щодо питання визначення економічного потенціалу підприємства існують різні точки зору».
Вживається також форма викладення від третьої особи (наприклад, «на думку автора…»). Аналогічні функції виконують речення пасивного стану (наприклад, «розроблено комплексний підхід…»). Отже, у науковому тексті вся увага зосереджується на змісті та логічній послідовності повідомлення, а не на суб'єкті. Найбільш характерною особливістю письмової наукової мови є побудова викладення у формі міркувань і доказів.
Принципову роль у тексті відіграють наукові терміни, які потрібно вживати в їх точному значенні, вміло і доречно. Не можна довільно поєднувати в одному тексті різну термінологію. Зважаючи на сувору послідовність наукової мови, необхідно відзначити, що логічна цілісність і взаємозв'язаність його частин вимагає широкого використання складних речень. Переважають складнопідрядні речення, оскільки вони більш гнучко відбивають логічні зв'язки всередині тексту. Окремі речення і частини складного синтаксичного цілого, як правило, дуже тісно пов'язані один з одним, кожен наступний базується на попередньому або є наступною ланкою у роздумах. Обов'язковою умовою об'єктивності викладення матеріалу є необхідність посилання на джерело повідомлення, на того, ким повідомлена та чи інша думка, кому конкретно належить той чи інший вислів. У тексті цього можна досягти, використовуючи спеціальні вступні слова та словосполучення («на думку…», «за даними…», «на наш погляд…» тощо).
До якісних характеристик, які визначають культуру наукової мови, належать чіткість, зрозумілість і стислість. Чіткість наукової мови зумовлюється не тільки цілеспрямованим вибором слів і висловів, але й вибором граматичних конструкцій, які передбачають чітке дотримання норм зв'язку слів у словосполученні. Зрозумілість, тобто вміння писати доступно, є також необхідною якісною характеристикою наукової мови. Стислість є обов'язковою якісною характеристикою наукової мови, яка визначає її культуру. Реалізація цієї якості означає вміння уникати повторів, надлишкової деталізації. Слова та словосполучення, які не несуть будь-якого змістовного навантаження, повинні бути виключені з тексту роботи.